# Walter Richard Sickert
Walter Richard Sickert, född 31 maj 1860 i München, Tyskland, död 22 januari 1942 i Bath, England, var en brittisk konstnär (impressionist). 

## Biografi
Sickerts far var en dansk-tysk konstnär och hans mor engelska; familjen flyttade till London 1868. Sickert studerade konst vid Slade School.
Sickert är mest känd för sina målningar från brittiska varietéteatrar, som visar att han var starkt influerad av Edgar Degas. Han målade även porträtt och stadsmotiv från London och Venedig. Hans målningar präglas av subtilitet i ton och ljus, ofta med ett melankoliskt drag. 
Bland hans mest kända målningar märks La Hollandaise (1906) samt Ennui; den senare från cirka 1913; (Tate Gallery, London).
Sickert grundade 1911 Camden Town Group i norra London. 
På senare år har det framkommit misstankar om att Sickert skulle ha varit seriemördaren Jack Uppskäraren (Jack the Ripper), en teori som bland annat omnämns i Patricia Cornwells roman Portrait of a Killer – Jack the Ripper, Case Closed (2003). År 2004 avfärdade Oxford Dictionary of National Biography teorin att Sickert var Jack Uppskäraren som en fantasi. I en artikel i tidskriften Science 2019 uppgav American Association for the Advancement of Science att Cornwells påstående 2002 att Sickert var seriemördaren baserades på en DNA-analys av brev som enligt uppgift många experter tror är falsarier. Det fördes även fram att en annan genetisk analys av breven gjorde gällande att mördaren kunde ha varit en kvinna.

## Galleri

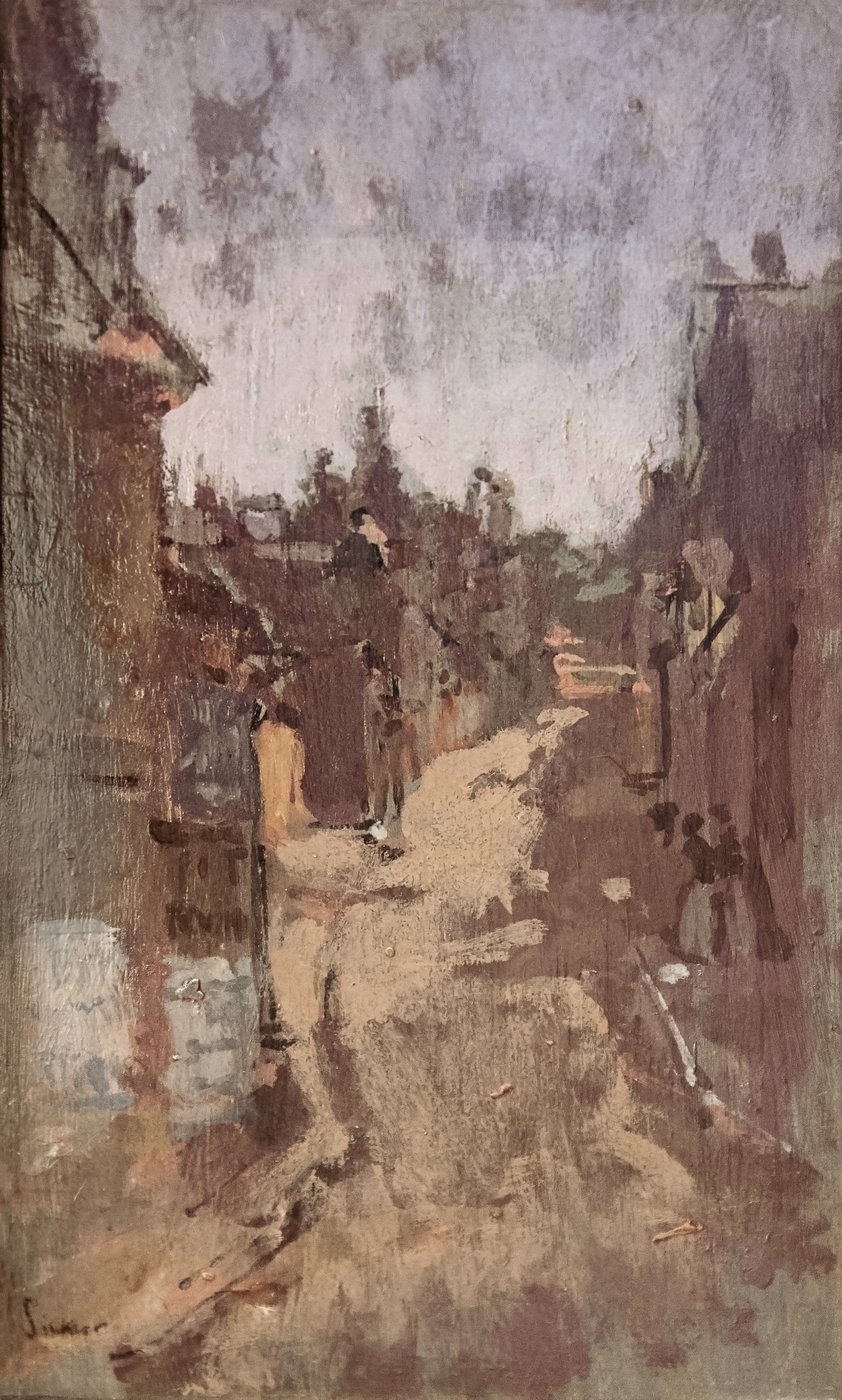
Le mont de Neuville Dieppe - Grey Sky (1887)
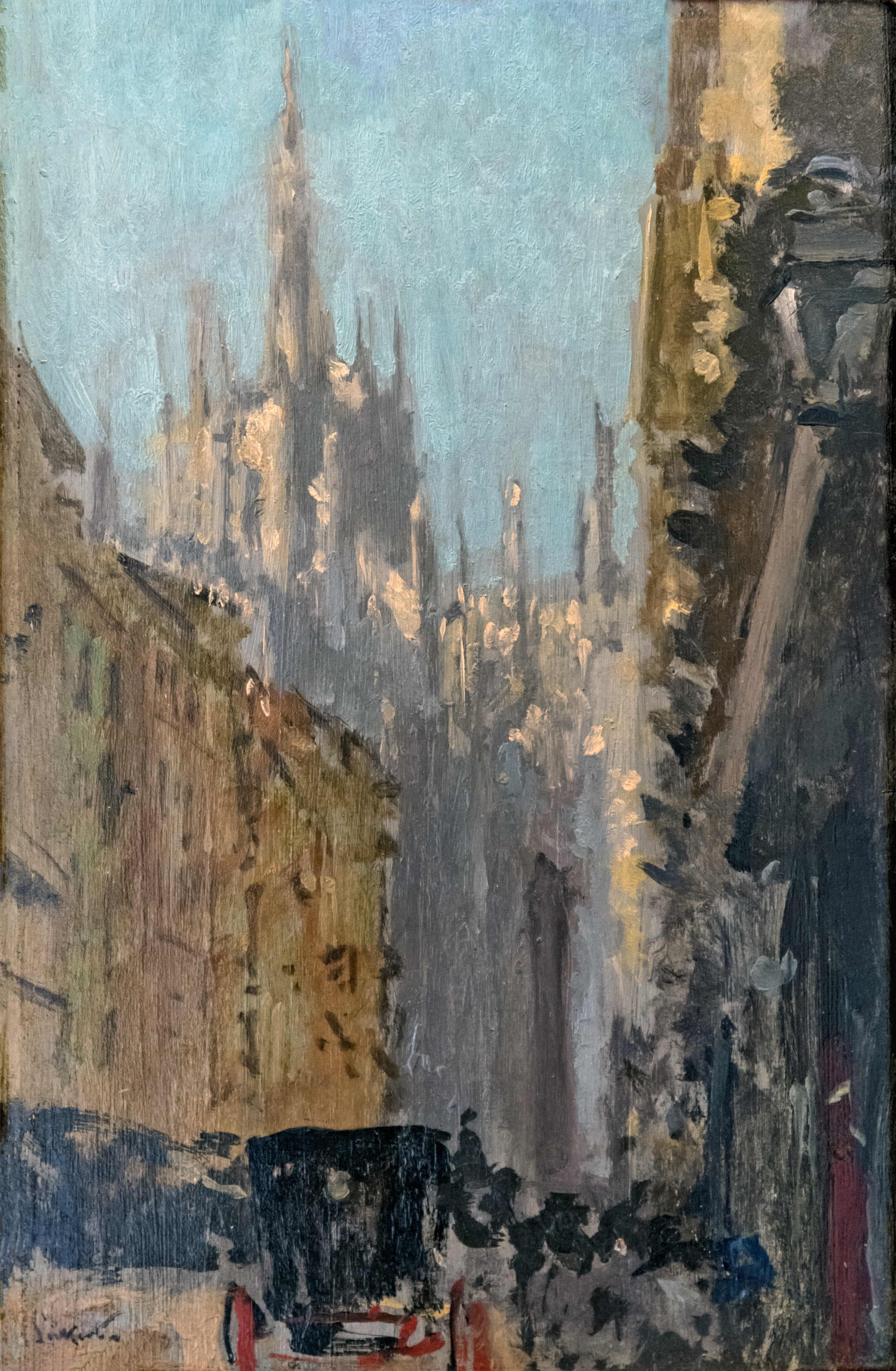
Milan Cathedral (1895)
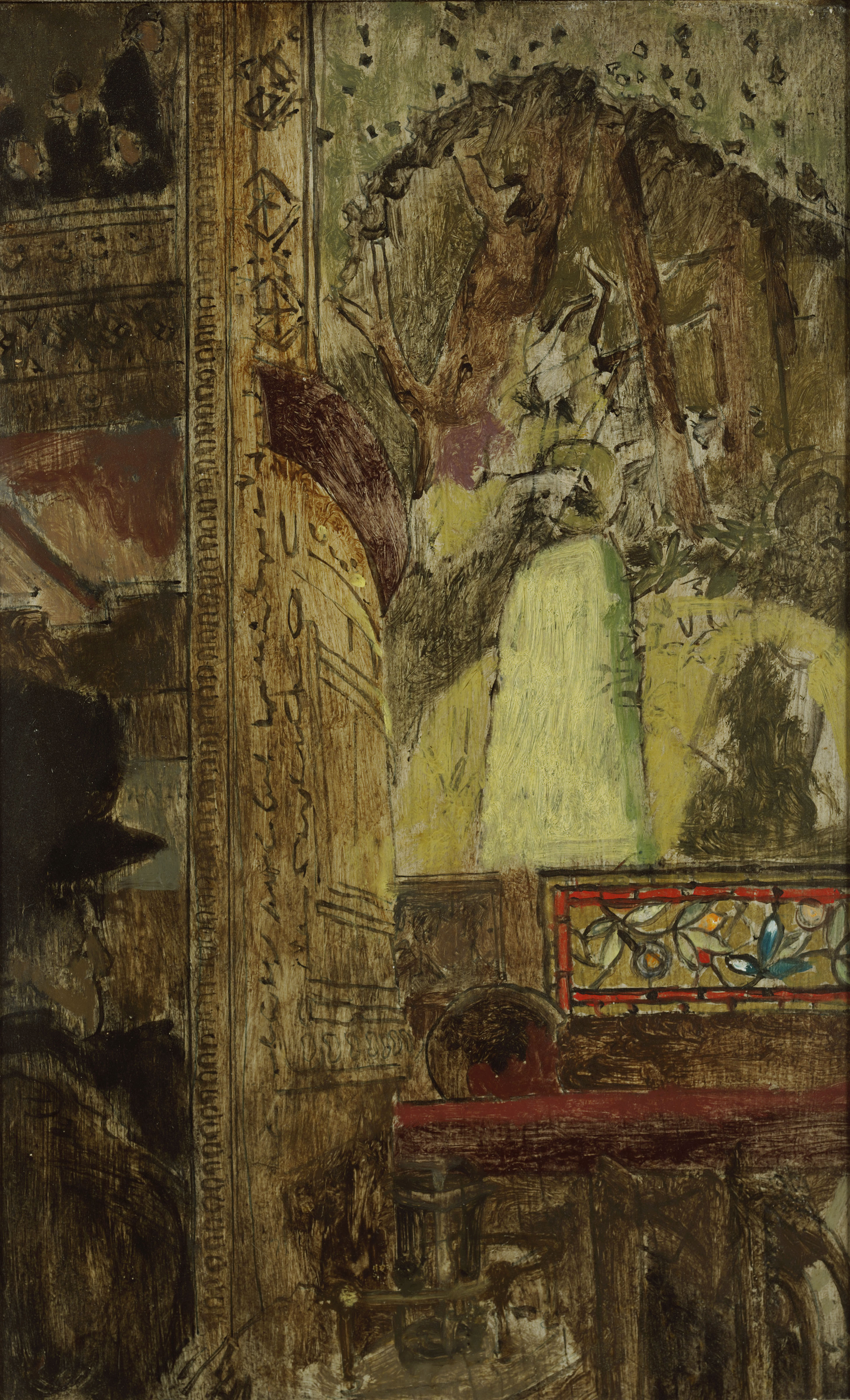
Vesta Victoria at the Old Bedford (c:a 1890)
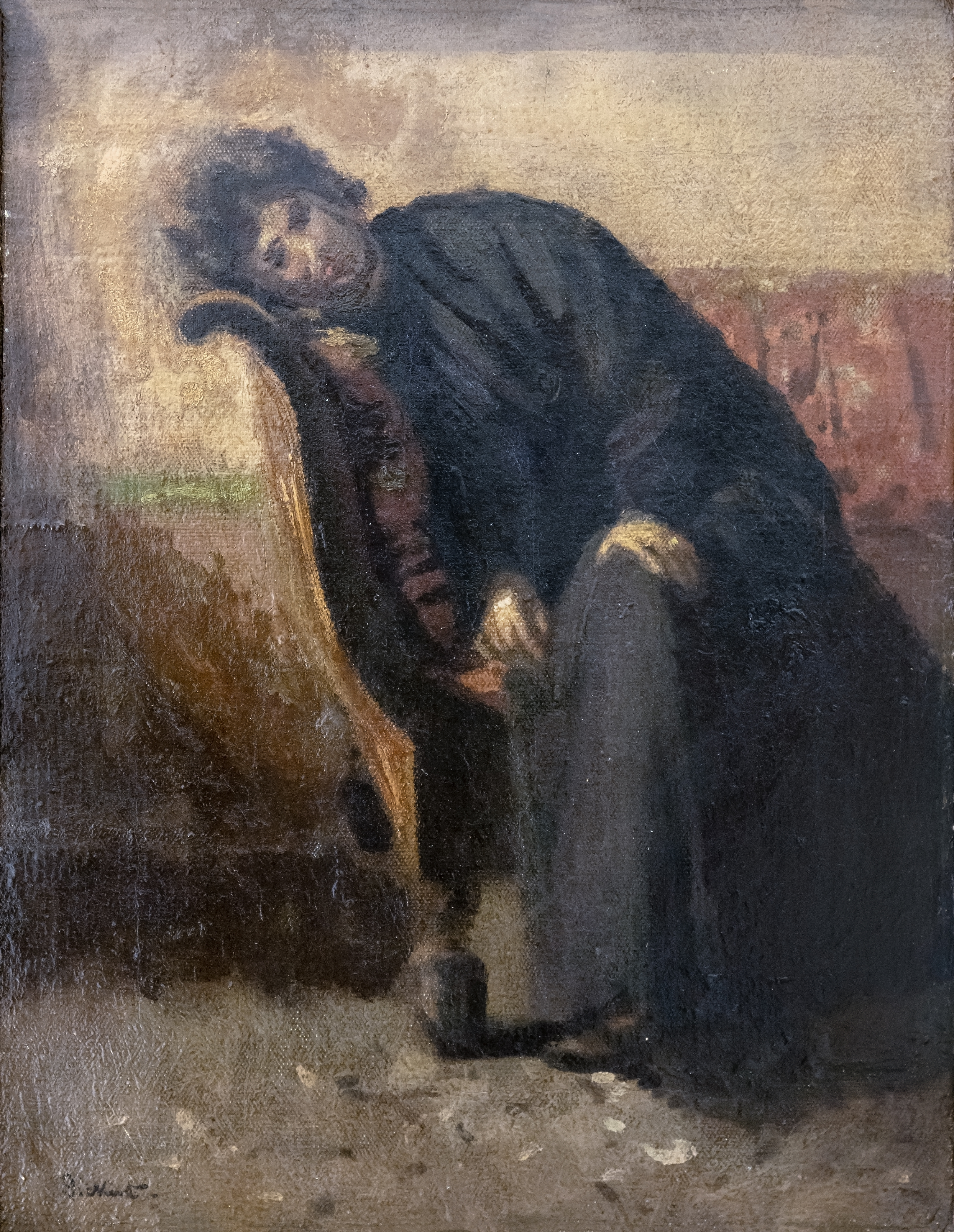
The Venetian shawl (La Carolina) (1903)
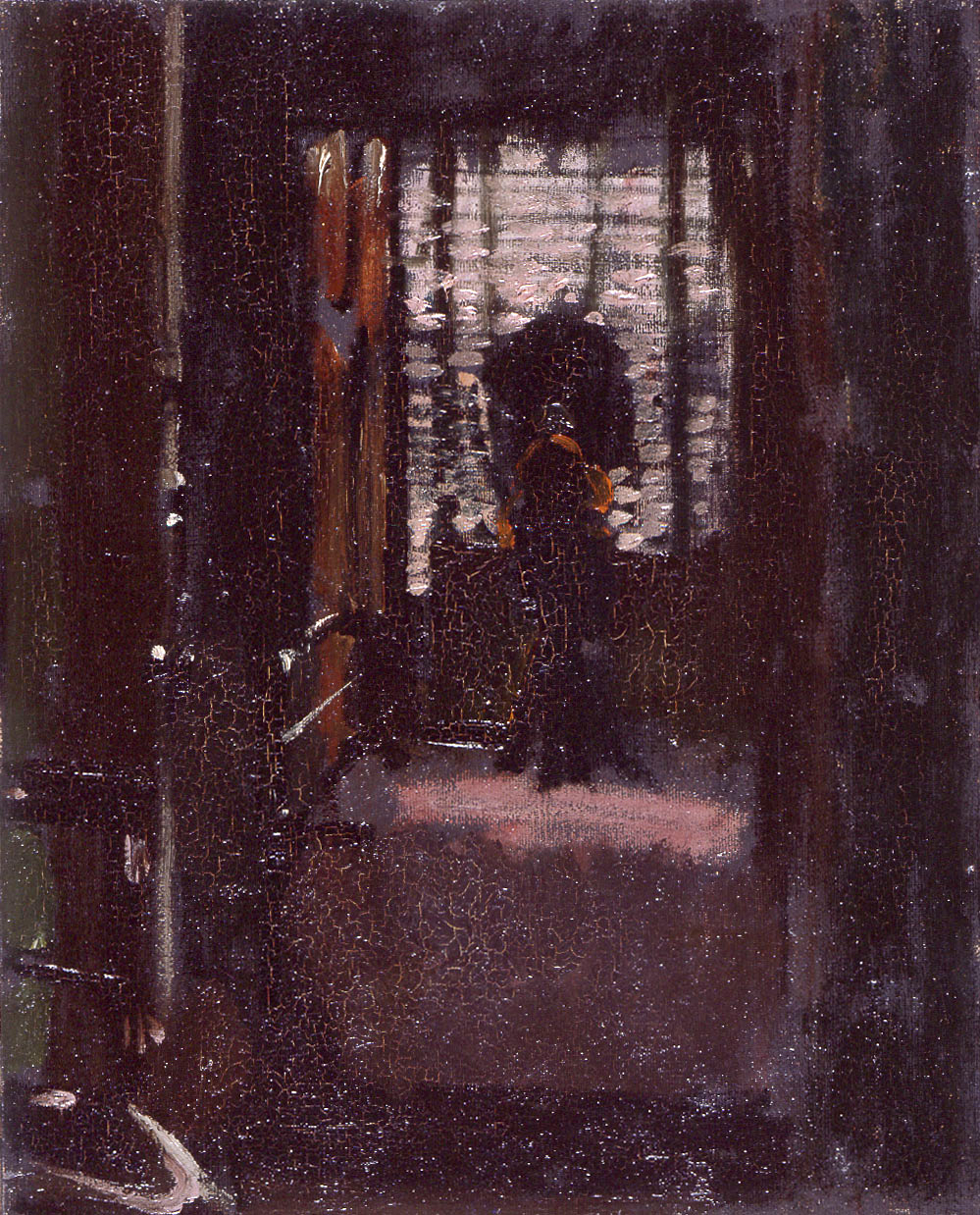
Jack the Ripper's Bedroom (c:a 1907)
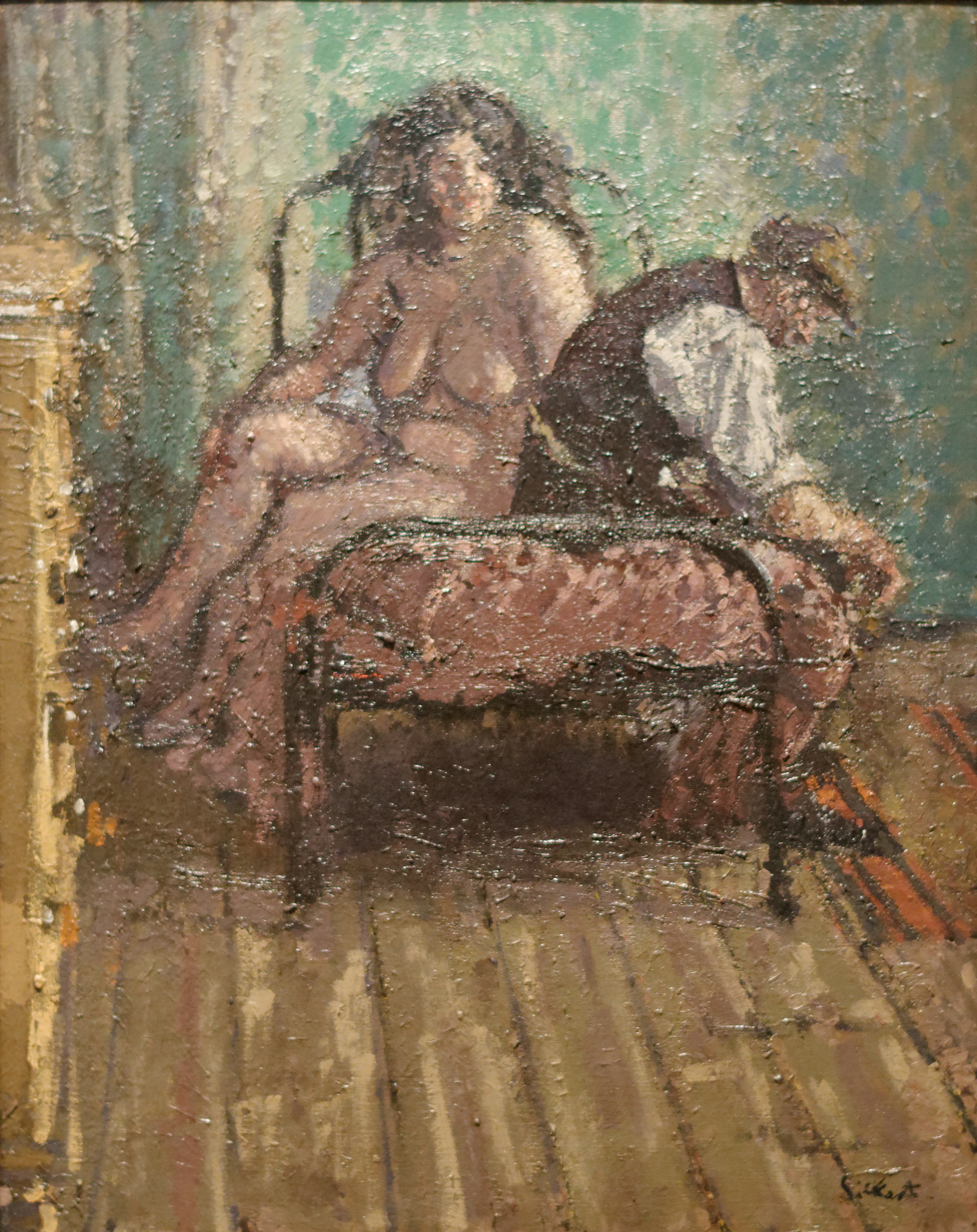
Dawn Camden Town (c:a 1909)
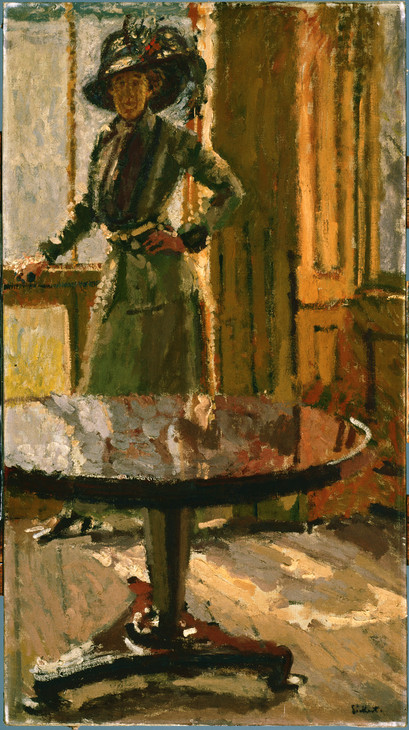
Miss Hudson at Rowlandson House (1910)
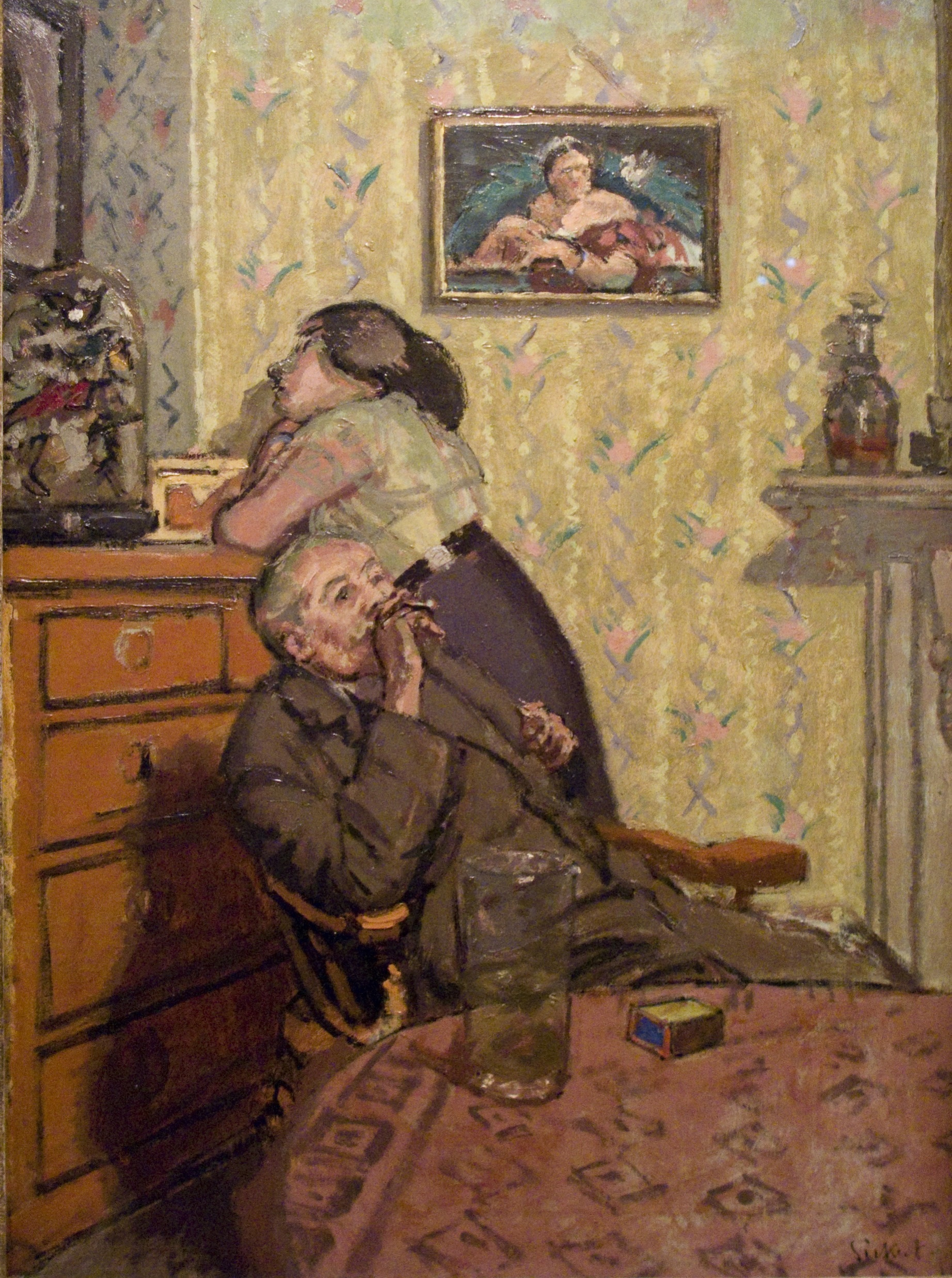
Ennui, Second version (1914)